# Ophioripa nugator
Ophioripa nugator är en ormstjärneart som beskrevs av Jean Baptiste François René Koehler 1922. Ophioripa nugator ingår i släktet Ophioripa och familjen knotterormstjärnor. Inga underarter finns listade i Catalogue of Life.